# Alan Núñez
Alan Herminio Núñez Duarte (ur. 1 października 2004 w Luque) – paragwajski piłkarz występujący na pozycji prawego obrońcy, od 2022 roku zawodnik Cerro Porteño.